# المعزوب (يافع)

تعديل مصدري - تعديل

المعزوب هي إحدى قرى عزلة لبعوس بمديرية يافع التابعة لمحافظة لحج، بلغ تعداد سكانها 659 نسمة حسب تعداد اليمن لعام 2004.